# Кащей, Виктор Иосифович
Ви́ктор Ио́сифович Каще́й (укр. Віктор Йосипович Кащей; род. 15 декабря 1946, Киев) — советский футболист, игравший на позициях полузащитника и нападающего. По окончании карьеры игрока стал тренером.

## Биография
Родился в Киеве. С 1958 года занимался футболом в киевской ДЮСШ-1, позже — в школе киевского «Динамо». С 1964 года — в дубле «Динамо». Дебютировал в чемпионате СССР 20 мая 1968 года, на 77-й минуте домашнего матча против московского «Динамо» заменив Анатолия Пилипчука. В следующий раз появился на поле в основной команде лишь в августе, в матче против «Пахтакора», в котором отличился голом. Параллельно выступал за дубль киевлян, где стал одним из лидеров, забив 16 голов за сезон. С временем стал чаще появляться в составе главной команды, в сезоне 1970 года проведя 22 матча в высшей лиге.
В 1972 году перешёл в донецкий «Шахтёр», выступавший в Первой лиге. В составе «горняков» провёл 19 матчей, помог команде выиграть серебряные медали первенства и вернуться в высший дивизион, однако уже в 1973 году перешёл в кировоградскую «Звезду», где смог проявить свои качества форварда, забив 16 голов за сезон, став лучшим бомбардиром команды и одним из лучших бомбардиров украинской зоны второй лиги. В составе «Звезды» стал обладателем кубка УССР 1973 года. Стремясь выступать на более высоком уровне, в 1974 году перешёл в запорожский «Металлург», где провёл два с половиной года. Завершил карьеру в 1977 году, в составе житомирского «Спартака».
Ещё выступая в «Спартаке», в 1977 году исполнял обязанности играющего тренера команды. Затем работал в детско-юношеской футбольной школе киевского Динамо. Воспитал ряд игроков, среди которых игроки сборной Украины Олег Венглинский, Валентин Слюсар, Виталий Лисицкий, Александр Рыбка, Денис Олейник, Денис Дедечко, Виталий Федорив. Параллельно с работой в ДЮФШ, несколько раз возглавлял юношеские сборные Украины различных возрастов. В 2004 году вывел сборную из игроков 1987 года рождения на юношеский чемпионат Европы. Также работал главным тренером грузинской «Гагры» и тренером в ДЮФШ киевского «Арсенала».

## Достижения
- Чемпион СССР: 1968
- Серебряный призёр чемпионата СССР: 1969
- Серебряный призёр первой лиги СССР: 1972
- Обладатель Кубка УССР: 1973